# Négociateur (film)
Pour les articles homonymes, voir Négociateur.
Pour plus de détails, voir Fiche technique et Distribution.
Négociateur ou Le Négociateur au Québec (The Negotiator) est un film américain réalisé par F. Gary Gray, sorti en 1998.
Il met notamment en scène des techniques de négociation et d'intervention en situation de crise. Le film est dédié à la mémoire de l'acteur du film J. T. Walsh, décédé le 27 février 1998 (quelques mois avant la sortie en salles).

## Synopsis
Lieutenant de la police de Chicago, Danny Roman est un spécialiste des négociations lors des prises d'otages. Son coéquipier Nate Roenick lui annonce avoir été informé par un indicateur d'un détournement du fonds de pension de la police, par des membres de leur unité. Lorsque Roenick est assassiné, les soupçons se portent sur Roman : il était présent sur les lieux et des documents financiers compromettants sont retrouvés à son domicile. Le procureur veut le charger pour qu'il serve d'exemple dans cette affaire très médiatisée. Voyant que nul ne semble plus lui faire confiance, à l'exception de sa femme Karen, Roman se trouve contraint de prendre quatre personnes en otages au sein des bureaux des Affaires internes (en), dont son responsable, le commandant Grant Frost ainsi que le chef des affaires internes Terence Niebaum, son assistante Maggie ainsi qu'un informateur nommé Rudy Timmons.
Pour combattre le complot ourdi par certains de ses collègues, Roman exige un négociateur extérieur qu'il ne connaît pas : Chris Sabian. Mais celui-ci doit s'opposer à certains membres de l'équipe, qui souhaitent passer à l'action et abattre sans sommation Roman, tandis que ce dernier met en œuvre son sens de la manipulation pour faire avancer l'enquête et démasquer les coupables. Alternent alors négociations entre les deux policiers rompus à cet art et tentatives armées de neutralisation du preneur d'otages. Malheureusement, au cours de l'opération, l'enquêteur des Affaires internes se fait descendre froidement par les policiers ripoux en faisant porter le chapeau à Roman. Dans l'adversité de la situation, les deux négociateurs vont devoir faire équipe progressivement pour neutraliser les vrais coupables.

## Fiche technique
- Titre : Négociateur
- Titre original : The Negotiator
- Réalisateur : F. Gary Gray
- Scénario : James DeMonaco et Kevin Fox
- Musique : Graeme Revell
- Décors : Holger Gross
- Costumes : Francine Jamisson-Tanchuck
- Photographie : Russell Carpenter
- Montage : Christian Wagner
- Production : Arnon Milchan et David Hoberman
- Sociétés de production : New Regency Pictures, Mandeville Films et Taurus Film
- Société de distribution : Warner Bros.
- Langue originale : anglais
- Format : Couleurs - 35 mm (Panavision) - Dolby Digital/DTS-Stereo
- Genre : thriller, policier
- Durée : 139 minutes
- Dates de sortie :
  - États-Unis : 29 juillet 1998
  - France : 4 novembre 1998

## Distribution
- Samuel L. Jackson (VF : Thierry Desroses ; VQ : Éric Gaudry) : lieutenant Danny Roman
- Kevin Spacey (VF : Gabriel Le Doze ; VQ : Pierre Auger) : lieutenant Chris Sabian
- David Morse (VF : Philippe Vincent ; VQ : Benoit Rousseau) : le commandant Adam Beck
- Ron Rifkin (VF : Gilles Guillot ; VQ : Marc Bellier) : Grant Frost
- John Spencer (VF : Hervé Jolly ; VQ : Raymond Bouchard) : le capitaine Travis
- J. T. Walsh (VF : Jean-François Aupied ; VQ : Ronald France) : l'inspecteur Terrence Niebaum
- Siobhan Fallon Hogan (VF : Régine Teyssot ; VQ : Anne Dorval) : Maggie
- Paul Giamatti (VF : Daniel Lafourcade ; VQ : François Sasseville) : Rudy Timmons
- Regina Taylor (VF : Fatiha Chriette ; VQ : Sophie Faucher) : Karen Roman
- Michael Cudlitz (VF : Kris Bénard ; VQ : Jacques Lavallée) : Palermo
- Carlos Gomez : Eagle
- Tim Kelleher (VF : Philippe Bozo ; VQ : Gilbert Lachance) : Argento
- Dean Norris (VF : Yves-Henri Salerne ; VQ : Jean-Luc Montminy) : le sergent Scott
- Nestor Serrano (VF : Martin Brieuc ; VQ : Sébastien Dhavernas) : Hellman
- Stephen Lee (VF : Bertrand Arnaud ; VQ : Guy Nadon) : Farley
- Michael Shamus Wiles : Taylor
- Mary Page Keller (VF : Virginie Ogouz ; VQ : Anne Caron) : Lisa Sabian
- Robert David Hall (VF : Sylvain Lemarié ; VQ : Vincent Davy) : le sergent Cale Wangro
- Geoff Morrell (VF : Didier Cherbuy ; VQ : Louis-Philippe Dandenault) : lui-même, journaliste TV
- Paul Guilfoyle (VF : Philippe Bellay ; VQ : Jean-Marie Moncelet) : Nathan « Nate » Roenick (non crédité)
- Tom Bower (VF : Achille Orsoni ; VQ : Alain Gélinas) : Omar (non crédité)

 Source et légende : version française (VF) sur RS Doublage et selon le carton du doublage français sur le DVD zone 2.

## Production

### Genèse et développement
L'intrigue du film s'inspire d'un scandale lié au fonds de pension au sein du département de police de Saint-Louis dans les années 1980 - 1990,. Le film devait initialement être écrit et réalisé par Sylvester Stallone. Kevin Spacey devait incarner le preneur d'otages et Sylvester Stallone le négociateur. Finalement, après le désistement de ce dernier, Kevin Spacey préféra avoir le rôle du négociateur.

### Tournage
L'essentiel du tournage  a eu lieu du 1er septembre au 25 novembre 1997 à Chicago, notamment aux abords du 77 West Wacker Drive où se déroule la prise d'otages. Certains décors sont recréés en studios dans les Raleigh Studios à Los Angeles et aux Pinewood Studios en Angleterre.
Le film fût l'un des derniers pour l'acteur J.T. Walsh qui interprète ici l'inspecteur Terrence Niebaum, un agent des affaires internes corrompu pris en otage par Danny, un ancien négociateur qui essaye de s'innocenter auprès d'un autre négociateur, Chris Sabian. Il meurt d'un infarctus du myocarde quelque temps après. Le film lui est d'ailleurs dédié.

## Distinctions
(en) Récompenses pour Négociateur sur l’Internet Movie Database

### Récompenses
- Acapulco Black Film Festival 1999 : meilleur film et meilleur réalisateur

### Nominations
- Saturn Awards 1999 : Saturn Award du meilleur film d'action, aventure ou thriller
- Acapulco Black Film Festival 1999 : meilleur acteur pour Samuel L. Jackson
- Blockbuster Entertainment Awards 1999 : meilleur acteur dans un film d'action ou aventure pour Samuel L. Jackson
- NAACP Image Awards 1999 : meilleur acteur pour Samuel L. Jackson
- Motion Picture Sound Editors 1999 : meilleur montage son (effets sonores et dialogues)